# Steve Jablonsky
Steve Jablonsky (9 de outubro de 1970) é um compositor americano para cinema, televisão e jogos eletrônicos, mais conhecido por suas partituras musicais na série de filmes de Transformers. Alguns de seus parceiros de colaboração frequentes incluem os diretores de cinema Michael Bay e Peter Berg, e o compositor Hans Zimmer.

## Biografia

### Início de vida
A mãe de Jablonsky nasceu em um campo de internamento japonês. Ele foi para a Universidade da Califórnia, Berkeley, e inicialmente estudou ciência da computação, mas mudou para composição musical um ano depois. Após a formatura, tornou-se estagiário na empresa Remote Control Productions, depois de entrar em contato com o estúdio. Durante esse tempo, Jablonsky conheceu Harry Gregson-Williams, colega compositor de Zimmer, começando a trabalhar como seu assistente. Mais tarde, se envolveu mais com Zimmer e iniciou a compor para obras como Desperate Housewives (2004–12) e a série de Transformers.

## Filmografia

### Filme
| Ano  | Filme                                            | Diretor                 | Música adicional | Estúdio / Desenvolvedor                      | Notas                                                                                   |
| ---- | ------------------------------------------------ | ----------------------- | --- | -------------------------------------------- | --------------------------------------------------------------------------------------- |
| 1998 | Border to Border                                 | Thomas Whelan           | — | Stage 15 Productions                         | —                                                                                       |
| 2003 | The Texas Chainsaw Massacre                      | Marcus Nispel           | Jay Flood | New Line Cinema                              | —                                                                                       |
| 2004 | Steamboy                                         | Katsuhiro Otomo         | — | Sony Pictures Entertainment                  | —                                                                                       |
| 2005 | The Amityville Horror                            | Andrew Douglas          | James Dooley Clay Duncan Jay Flood                                                                                                  | Metro-Goldwyn-Mayer                          | —                                                                                       |
| 2005 | The Island                                       | Michael Bay             | Ramin Djawadi Clay Duncan Trevor Morris Blake Neely                                                                                 | Warner Bros. Pictures                        | —                                                                                       |
| 2006 | The Texas Chainsaw Massacre: The Beginning       | Jonathan Liebesman      | Jay Flood | New Line Cinema                              | —                                                                                       |
| 2007 | The Hitcher                                      | Dave Meyers             | Clay Duncan Jay Flood Joel J. Richard Pieter A. Schlosser                                                                           | Rogue Pictures                               | Música incidental por Holeg Spies                                                       |
| 2007 | Transformers                                     | Michael Bay             | Lorne Balfe Clay Duncan | Paramount Pictures DreamWorks Pictures       | —                                                                                       |
| 2007 | D-War                                            | Shim Hyung-rae          | Jay Flood | Freestyle Releasing                          | —                                                                                       |
| 2009 | Friday the 13th                                  | Marcus Nispel           | Clay Duncan Jay Flood Pieter A. Schlosser Jed Smith                                                                                 | New Line Cinema Paramount Pictures           | —                                                                                       |
| 2009 | Transformers: Revenge of the Fallen              | Michael Bay             | Ryeland Allison Lorne Balfe Clay Duncan Jay Flood Tom Gire Linkin Park Matthew Margeson William J. Parker John Sponsler Hans Zimmer | Paramount Pictures DreamWorks Pictures       | Apresentando a música original de Linkin Park, "New Divide"                             |
| 2010 | A Nightmare on Elm Street                        | Samuel Bayer            | Jay Flood | Warner Bros. Pictures                        | New Line Cinema                                                                         |
| 2011 | Your Highness                                    | David Gordon Green      | — | Universal Pictures                           | —                                                                                       |
| 2011 | Transformers: Dark of the Moon                   | Michael Bay             | Andrew Kawczynski Jacob Shea | Paramount Pictures                           | —                                                                                       |
| 2012 | Battleship                                       | Peter Berg              | Thom Russo Jacob Shea Tom Morello                                                                                                   | Universal Pictures                           | —                                                                                       |
| 2013 | Gangster Squad                                   | Ruben Fleischer         | — | Warner Bros. Pictures                        | —                                                                                       |
| 2013 | Pain and Gain                                    | Michael Bay             | Clay Duncan | Paramount Pictures                           | —                                                                                       |
| 2013 | Ender's Game                                     | Gavin Hood              | Jacob Shea | Summit Entertainment                         | Orquestra conduzida por Gavin Greenaway                                                 |
| 2013 | Lone Survivor                                    | Peter Berg              | Clay Duncan Jacob Shea (Acoustic Guitar) Jon Jablonsky                                                                              | Universal Pictures                           | Composto com Explosions in the Sky                                                      |
| 2014 | Transformers: Age of Extinction                  | Michael Bay             | Imagine Dragons Dave Fleming Jacob Shea Joseph Trapanese Michael Yezerski Hans Zimmer                                               | Paramount Pictures                           | Apresentando a música original de Imagine Dragons, "Battle Cry"                         |
| 2015 | The Last Witch Hunter                            | Breck Eisner            | Gary Dworetsky | Lionsgate Films                              | Orquestra conduzida por David Shipps e executada pela Nashville Music Scoring Orchestra |
| 2016 | Keanu                                            | Peter Atencio           | Elgin Thrower Jr. | Warner Bros. Pictures                        | Composed with Nathan Whitehead                                                          |
| 2016 | Teenage Mutant Ninja Turtles: Out of the Shadows | Dave Green              | Gary Dworetsty David Fleming Jay Flood Corey Jackson                                                                                | Paramount Pictures Nickelodeon Movies        | Orquestra conduzida por James Sale                                                      |
| 2016 | Deepwater Horizon                                | Peter Berg              | Jon Jablonsky | Summit Entertainment                         | Com música original de Gary Clark Jr.                                                   |
| 2017 | Transformers: The Last Knight                    | Michael Bay             | Gary Dworetsky David Fleming Luke Richards                                                                                          | Paramount Pictures                           | Orquestra conduzida por James Sale & Nick Glennie-Smith                                 |
| 2018 | Game Over, Man!                                  | Kyle Newacheck          | Christian Wibe | Netflix                                      | —                                                                                       |
| 2018 | Skyscraper                                       | Rawson Marshall Thurber | Jon Jablonsky Bryce Jacobs Christian Wibe Luke Richards                                                                             | Universal Pictures Legendary Entertainment   | Com música original de Jamie N Commons "Walls"                                          |
| 2018 | Morning Express II                               | Randall Miller          | — | Mediacorp Onetree Pictures mm2 Entertainment | —                                                                                       |
| 2020 | Spenser Confidential                             | Peter Berg              | Jared Fly | Netflix                                      | —                                                                                       |
| 2020 | Bloodshot                                        | David S. F. Wilson      | Sven Faulconer Christian Wibe | Columbia Pictures                            | Orquestra conduzida por Nick Glennie-Smith                                              |
| 2021 | Red Notice                                       | Rawson Marshall Thurber | Sven Faulconer Jared Fly Roger Suen                                                                                                 | Netflix                                      | Orquestra conduzida por Jasper Randall                                                  |
| 2022 | DC League of Super-Pets                          | Jared Stern             | ASA | Warner Bros. Pictures                        | Substituindo Dominic Lewis                                                              |